# 火线追凶之狂魔再现
《火线追凶之狂魔再现》是中华人民共和国于2009年上映的一部民国电影，故事背景设定在20世纪30年代，主要讲述连环杀手余利本越狱后向老虎探长钟郎再次发起挑战的故事。本部电影是火线追凶系列的第七部电影。

## 电影情节
在火线追凶系列第一部电影《火线追凶之血色刀锋》中，老虎探长钟郎历尽千辛万苦后终于把割喉魔余利本捉拿归案。余利本很快就要被绞死，却在执行死刑前一天晚上越狱，向钟郎等人复仇。余利本的人设延续血色刀锋，是个杀人不择手段，无情无义的犯罪分子。
余利本杀害数人后前去抢劫银行，被钟郎率队包围。最终，钟郎识破了余利本的阴谋，再次把余利本送进了监狱。电影在余利本被执行绞刑的画面中结束。